# Бокилия (Флорида)
Бокилия (англ. Bokeelia) — статистически обособленная местность, расположенная в округе Ли (штат Флорида, США) с населением в 1997 человек по статистическим данным переписи 2000 года.

## География
По данным Бюро переписи населения США, статистически обособленная местность Бокилия имеет общую площадь в 22,79 квадратных километров, водных ресурсов в черте населённого пункта не имеется.
Статистически обособленная местность Бокилия расположена на высоте уровня моря.

## Демография
По данным переписи населения 2000 года, в Бокилии проживало 1997 человек, 631 семья, насчитывалось 907 домашних хозяйств и 1436 жилых домов. Средняя плотность населения составляла около 87,63 человек на один квадратный километр. Расовый состав населённого пункта распределился следующим образом: 98,05 % белых, 0,25 % — чёрных или афроамериканцев, 0,05 % — коренных американцев, 0,30 % — азиатов, 0,50 % — представителей смешанных рас, 0,85 % — других народностей. Испаноговорящие составили 12,47 % от всех жителей статистически обособленной местности.
Из 907 домашних хозяйств в 16,1 % воспитывали детей в возрасте до 18 лет, 60,5 % представляли собой совместно проживающие супружеские пары, в 5,1 % семей женщины проживали без мужей, 30,4 % не имели семей. 24,5 % от общего числа семей на момент переписи жили самостоятельно, при этом 12,0 % составили одинокие пожилые люди в возрасте 65 лет и старше. Средний размер домашнего хозяйства составил 2,20 человек, а средний размер семьи — 2,55 человек.
Население статистически обособленной местности по возрастному диапазону по данным переписи 2000 года распределилось следующим образом: 15,0 % — жители младше 18 лет, 6,7 % — между 18 и 24 годами, 18,2 % — от 25 до 44 лет, 31,9 % — от 45 до 64 лет и 28,2 % — в возрасте 65 лет и старше. Средний возраст жителей составил 52 года. На каждые 100 женщин в Бокилия приходилось 110,2 мужчин, при этом на каждые сто женщин 18 лет и старше приходилось 112,0 мужчин также старше 18 лет.
Средний доход на одно домашнее хозяйство статистически обособленной местности составил 36 319 долларов США, а средний доход на одну семью — 42 250 долларов. При этом мужчины имели средний доход в 24 271 доллар США в год против 28 854 доллара среднегодового дохода у женщин. Доход на душу населения статистически обособленной местности составил 36 319 долларов в год. 12,4 % от всего числа семей в населённом пункте и 17,6 % от всей численности населения находилось на момент переписи населения за чертой бедности, при этом 25,6 % из них были моложе 18 лет и 3,2 % — в возрасте 65 лет и старше.